# Au fond des bois
Au fond des bois és una pel·lícula francesa de Benoît Jacquot, estrenada el  13 d'octubre de 2010.

## Argument
L'any 1865, un jove errant, brut i desvalgut, va arribar a un poble i va demanar hospitalitat al metge que vivia en una gran casa aïllada amb la seva filla Joséphine. Durant uns quants dies havia observat a la Joséphine mentre s'enfilava als arbres que envoltaven la casa. Acollit pel metge, comparteix els seus àpats i intriga el seu amfitrió: sembla sord i mut i té els dons de prestidigitador i magnetitzador. Exerceix tant fascinació com repulsió a Joséphine. L'endemà va marxar.
Però quan la Joséphine es troba sola a la casa, torna i entra, llavors sembla que l'home no és sord i mut i parla una llengua estranya. Exerceix passades hipnòtiques a la jove que la posen sota la seva influència. Finalment, la viola brutalment i fuig, però Joséphine el segueix tot i que no sembla obligada a fer-ho. La Joséphine, i l'home que diu que es diu Timothée, passegen pel bosc, semblant que no tenen cap propòsit i viuen de la caça i la recol·lecció, evitant el contacte amb la gent que es troben. Entre els dos protagonistes s'estableix una relació estranya i caòtica, feta de sexe i aventura.

## Repartiment
- Isild Le Besco : Joséphine
- Nahuel Pérez Biscayart : Timothée
- Jérôme Kircher : el capità Langlois
- Bernard Rouquette : el Dr Hughes
- Mathieu Simonet : Paul
- Jean-Pierre Gos : el Dr Corvot
- Luc Palun : Coudroyer
- Jean-Claude Bolle-Reddat: El fiscal
- Jean-Marc Stehlé: el ferrer
- Yvette Peyremorte: la dona Coudroyer
- Adrien Kauffmann: Cyprien
- Valérie Be: Marie - la veïna Coudroyer
- Tiphaine Benoit: Doris - filla de Marie
- Madeleine Celis: Françoise
- Philippe Dofny: El capellà

## Rodatge

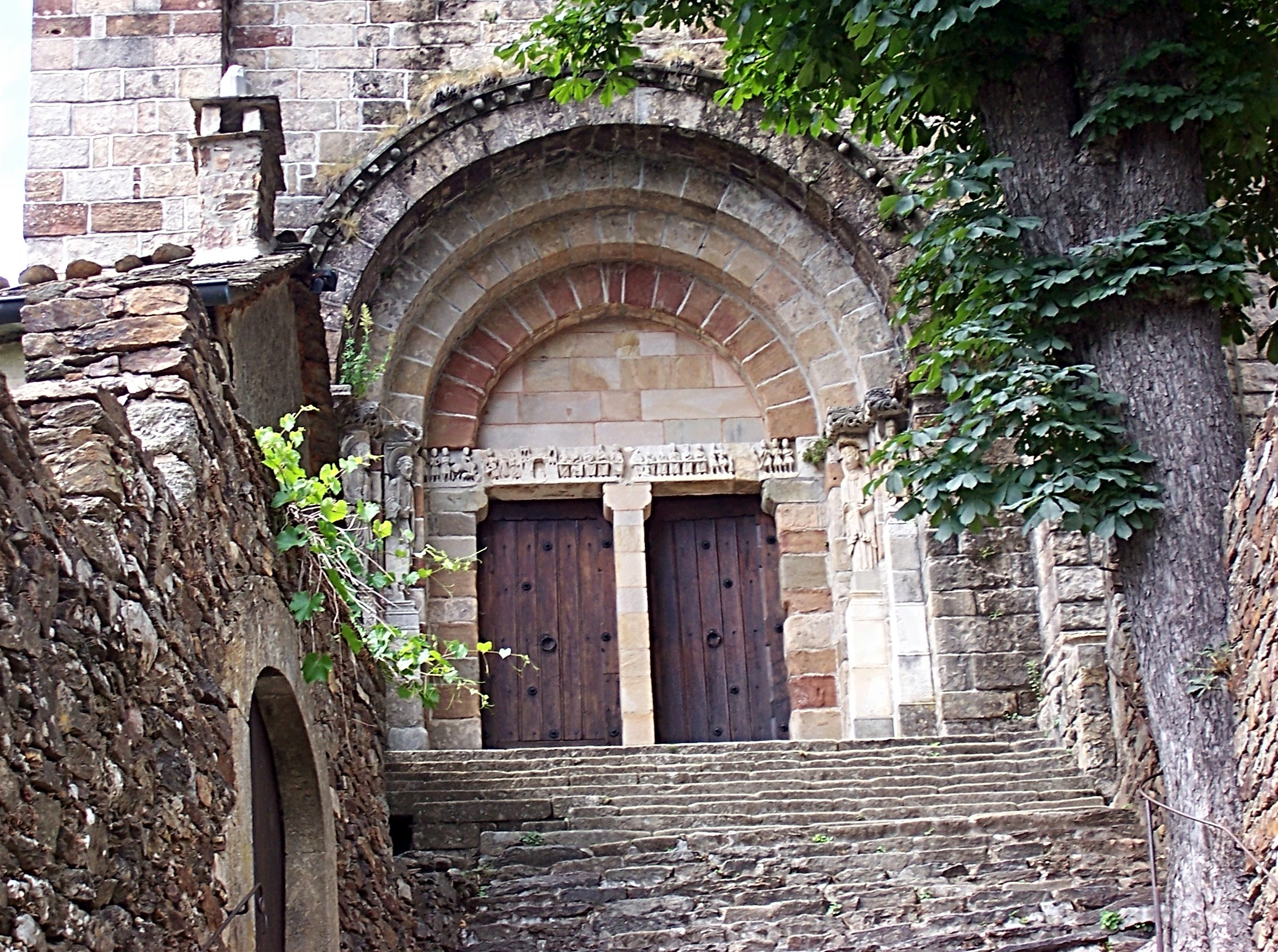
Aixecament de l'església de Malarça.

Una escena de la pel·lícula va ser filmada a l'escala de l'església de Malarça a Ardecha

## Distincions
Bruno Coulais va rebre el premi France Musique-Sacem de la música del cinema 2011.

## Anàlisi
El guió s'inspira en fets reals recollits en un episodi de les cròniques que Marcela Iacub va escriure al diari Libération entre 2003 i 2005. En l'entrevista del director per a les bonificacions del DVD de la pel·lícula, aquest últim explica que aquest cas de mitjan segle XIX i el judici que va provocar és la primera menció legal a França del concepte de control moral que esdevingué posteriorment jurisprudència.